# Estádio Das Castanheiras
Estádio Das Castanheiras – stadion piłkarski, w Farroupilha, Rio Grande do Sul, Brazylia, na którym swoje mecze rozgrywa klub Sociedade Esportiva Recreativa e Cultural Brasil.